# Стефанович, Елена Николаевна
Еле́на Никола́евна Стефано́вич (до замужества — Белова) (род. 8 марта 1969 года, Новоуральск) — советская и российская волейболистка, Мастер спорта России.

## Биография
В 1993 году окончила Днепропетровский институт физической культуры.
Выступала за команды «Локомотив» (Днепропетровск), «Галатасарай» (Стамбул) и «Балаковская АЭС» (Балаково).
В 2002 году завершила игровую карьеру, вернулась в Новоуральск и стала тренером в ДЮСШ № 1.

## Достижения
Кубок Европейской конфедерации волейбола
- Бронзовый призёр: 1996/97

Кубок России по волейболу среди женщин
- Обладатель: 1999
- Бронзовый призёр: 2001

## Семья
- Стефанович, Илья Александрович — сын, футболист[6].